# Life is Strange (seria)
Life is Strange – seria przygodowych gier komputerowych stworzonych przez studio Dontnod Entertainment, wydawanych przez Square Enix. Pierwsza gra z serii, Life is Strange, ukazała się na rynku w 2015 roku. Większość gier z serii, z wyjątkiem The Awesome Adventures of Captain Spirit, wydawana jest w formie ukazujących się co dwa miesiące odcinków.

## Historia produkcji
Pierwszą produkcją studia Dontnod Entertainment była wydana w 2013 roku przygodowa gra akcji Remember Me. Spotkała się ona jednak z mieszanym przyjęciem ze strony krytyków i osiągnęła przeciętne wyniki sprzedaży, co w 2014 roku doprowadziło studio do rozważenia opcji ogłoszenia bankructwa. W międzyczasie studio rozpoczęło jednak prace nad nową marką Life is Strange, bazującą na zastosowanej w Remember Me mechanice cofania czasu. Ze względu na problemy finansowe, studio zdecydowało się na finansowanie publiczne. Początkowo Dontnod Entertainment miało problemy ze znalezieniem wydawcy dla gry – większość wolała, żeby grywalną postacią był mężczyzna. Ostatecznie Life is Strange zgodziło się wydać Square Enix, które zasugerowało również, żeby opublikować ją w formie odcinków. Gra okazała się sukcesem artystycznym i kasowym, zdobywając ponad 75 nagród dla gry roku 2015 i sprzedając się w ponad trzech milionach egzemplarzy.
Podczas gdy Dontnod Entertainment pracowało nad kontynuacją oraz grą Vampyr, studio Deck Nine zostało oddelegowane przez Square Enix do stworzenia prequela Life is Strange, który otrzymał podtytuł Before the Storm. Jego akcja osadzona została na trzy lata przed wydarzeniami z pierwowzoru, całość zaś stworzona została na silniku Unity. Podczas produkcji Deck Nine współpracowało z Dontnod Entertainment i Square Enix w celu zachowania spójności świata przedstawionego.
10 czerwca 2018 roku podczas targów Electronic Entertainment Expo ogłoszono, że w tym samym miesiącu ukaże się spin-off serii zatytułowany The Awesome Adventures of Captain Spirit, stanowiący wprowadzenie i wersję demonstracyjną Life is Strange 2. Sama kontynuacja zapowiedziana została kilka dni później, a jako datę premiery pierwszego odcinka wyznaczono 27 września.
W maju 2018 roku zapowiedziano wydanie komiksu Life is Strange: Dust, którego akcja rozgrywać będzie się po jednym z zakończeń pierwszej części Life is Strange i kontynuować wątek Max i Chloe. Scenarzystką komiksu jest Emma Vieceli, a jego premiera zapowiedziana została na 4 grudnia 2018 roku.

## Charakterystyka
Produkcje z serii Life is Strange to gry przygodowe, w których gracz swobodnie eksploruje dostępne tereny i prowadzi rozmowy z bohaterami niezależnymi. W odróżnieniu od większości gier przygodowych, najważniejszą cechą Life is Strange jest podejmowanie wyborów i mierzenie się z ich konsekwencjami, chociaż występują w nich również typowe dla tego gatunku elementy, takie jak zbieranie przedmiotów i rozwiązywanie łamigłówek.
Fabuła wszystkich dotychczasowych gier z serii osadzona jest w Stanach Zjednoczonych. Miejscem akcji Life is Strange i Before the Storm jest fikcyjne miasteczko Arcadia Bay w Oregonie, a The Awesome Adventures of Captain Spirit Beaver Creek – również fikcyjna miejscowość położona w tym samym stanie.
Bohaterką pierwszej części jest Maxine „Max” Caulfield, która wraca do rodzinnego miasteczka, żeby rozpocząć naukę w Blackwell Academy. Niedługo po przyjeździe doświadcza wizji olbrzymiego tornada, które niszczy miasto, a chwilę później jest świadkiem zamordowania w szkolnej toalecie dziewczyny. Wtedy też odkrywa, że posiada moc cofania się w czasie i wykorzystuje ją do zapobieżenia morderstwu. Okazuje się, że uratowaną przez nią dziewczyną jest jej przyjaciółka z dzieciństwa, Chloe Price. Przeczuwając, że wizja tornada powiązana jest z jej mocą, wraz z Chloe postanawiają znaleźć sposób na niedopuszczenie do kataklizmu.
Akcja Before the Storm osadzona jest na trzy lata przed wydarzeniami z Life is Strange. Bohaterką gry jest Chloe, która zaprzyjaźnia się z najpopularniejszą dziewczyną w szkole, Rachel Amber. Obie nastolatki, czujące się źle i niezrozumiane w Arcadia Bay, zaczynają snuć plany na temat ucieczki.
The Awesome Adventures of Captain Spirit rozgrywa się trzy lata po wydarzeniach z Life is Strange. Bohaterem gry jest dziewięcioletni Chris Eriksen zmagający się ze śmiercią matki i wymyślający sobie alter ago – superbohatera znanego jako Captain Spirit.

## Odbiór
| Gra                                      | GameRankings                                        | Metacritic                                          |
| ---------------------------------------- | --------------------------------------------------- | --------------------------------------------------- |
| Life is Strange                          | 82,14% (PC) 85,58% (PS4) 85,00% (XONE) 80,00% (iOS) | 83/100 (PC) 85/100 (PS4) 85/100 (XONE) 83/100 (iOS) |
| Life is Strange: Before the Storm        | 72,86% (PC) 76,68% (PS4) 80,00% (XONE)              | 77/100 (PC) 77/100 (PS4) 81/100 (XONE)              |
| The Awesome Adventures of Captain Spirit | 90,00% (PC) 78,75% (PS4) 76,36% (XONE)              | 81/100 (PC) 76/100 (PC) 77/100 (PC)                 |

Trzy wydane dotychczas gry z serii spotkały się z pozytywnym przyjęciem ze strony krytyków. Według agregatora recenzji Metacritic, średnia ocen Life is Strange, w zależności od platformy, wynosi od 83 do 85 punktów na 100, z kolei według GameRankings – od 80% do 85,5% (tabela obok). Średnia ocen Before the Storm wynosi 77-81 punktów na 100 według Metacritic i 72-80% według GameRankings, zaś The Awesome Adventures of Captain Spirit 76-81/100 według Metacritic i 76-90% według GameRankings. Najwyżej ocenionym odcinkiem pierwszej części był odcinek piąty, Polarized, którego średnia ocen wyniosła od 80 do 83/100 według Metacritic, zaś w przypadku Before the Storm był to odcinek pierwszy, Awake (79-80/100).
Dwie pierwsze gry chwalone były przede wszystkim za postacie, tematykę, historię i relacje pomiędzy postaciami oraz ich rozwój na przestrzeni fabuły. Life is Strange zdobyło siedemdziesiąt pięć nagród dla gry roku 2015 oraz szereg innych nagród i nominacji, w tym m.in. pięć do British Academy Games Awards przyznawanych przez Brytyjską Akademię Sztuk Filmowych i Telewizyjnych. Liczne nagrody i nominacje, w tym do British Academy Games Awards, zdobyło również Before the Storm.
Do czerwca 2015 roku Life is Strange sprzedało się w ponad milionie egzemplarzy, z czego ok. 40% nabyli gracze pecetowi. Gra znalazła się na dziesiątym miejscu zestawienia najlepiej sprzedających się gier 2015 roku na platformie Steam, trafiając do ponad 997 tys. nabywców i zarabiając ok. 2,6 mln dolarów. Do maja 2017 roku rozeszła się w ponad trzech milionach egzemplarzy na wszystkich platformach.

## Gry z serii
| Rok  | Tytuł                                    | Platformy | Platformy | Platformy   | Platformy | Platformy | Platformy | Platformy | Platformy | Platformy |
| Rok  | Tytuł                                    | Win       | Mac       | Lin         | PS3       | PS4       | X360      | XONE      | iOS       | Android   |
| ---- | ---------------------------------------- | --------- | --------- | ----------- | --------- | --------- | --------- | --------- | --------- | --------- |
| 2015 | Life is Strange                          | Tak       | Tak       | Tak         | Tak       | Tak       | Tak       | Tak       | Tak       | Tak       |
| 2017 | Life is Strange: Before the Storm        | Tak       | Tak       | W produkcji | Nie       | Tak       | Tak       | Nie       | Tak       | Tak       |
| 2018 | The Awesome Adventures of Captain Spirit | Tak       | Nie       | Nie         | Nie       | Tak       | Nie       | Tak       | Nie       | Nie       |
| 2018 | Life is Strange 2                        | Tak       | Nie       | Nie         | Nie       | Tak       | Nie       | Tak       | Nie       | Nie       |
| 2021 | Life Is Strange: True Colors             | Tak       | Nie       | Nie         | Nie       | Tak       | Nie       | Tak       | Nie       | Nie       |
| 2024 | Life is Strange: Double Exposure         | Tak       | Nie       | Nie         | Nie       | NIe       | Nie       | Nie       | Nie       | Nie       |

## Postacie
| Postać                 | Gra                | Gra                           | Gra               | Gra               |
| Postać                 | Life is Strange    | Before the Storm              | Captain Spirit    | Life is Strange 2 |
| ---------------------- | ------------------ | ----------------------------- | ----------------- | ----------------- |
| Maxine „Max” Caulfield | Hannah Tale        | Hannah Tale                   |                   |                   |
| Chloe Price            | Ashly Burch        | Rhianna DeVries / Ashly Burch |                   |                   |
| Rachel Amber           | Wspomniana         | Kylie Brown                   |                   |                   |
| Victoria Chase         | Dani Knights       | Theresa Croft                 |                   |                   |
| Nathan Prescott        | Nik Shriner        | Caleb Thomas                  |                   |                   |
| Mark Jefferson         | Derek Phillips     |                               |                   |                   |
| Warren Graham          | Carlos Luna        | Wspomniany                    |                   |                   |
| Kate Marsh             | Dayeanne Hutton    |                               |                   |                   |
| Joyce Price            | Cissy Jones        | Bootsie Park                  |                   |                   |
| William Price          | Joe Ochman         | Joe Ochman                    |                   |                   |
| David Madsen           | Don McManus        | Dan D.W. McCann               |                   |                   |
| Ray Wells              | Eric Morgan Stuart | Marcus J. Oliver              |                   |                   |
| Chris Eriksen          |                    |                               | Chandler Mantione | Chandler Mantione |
| Charles Eriksen        |                    |                               | Nick Apostolides  |                   |